# آسیب اخلاقی

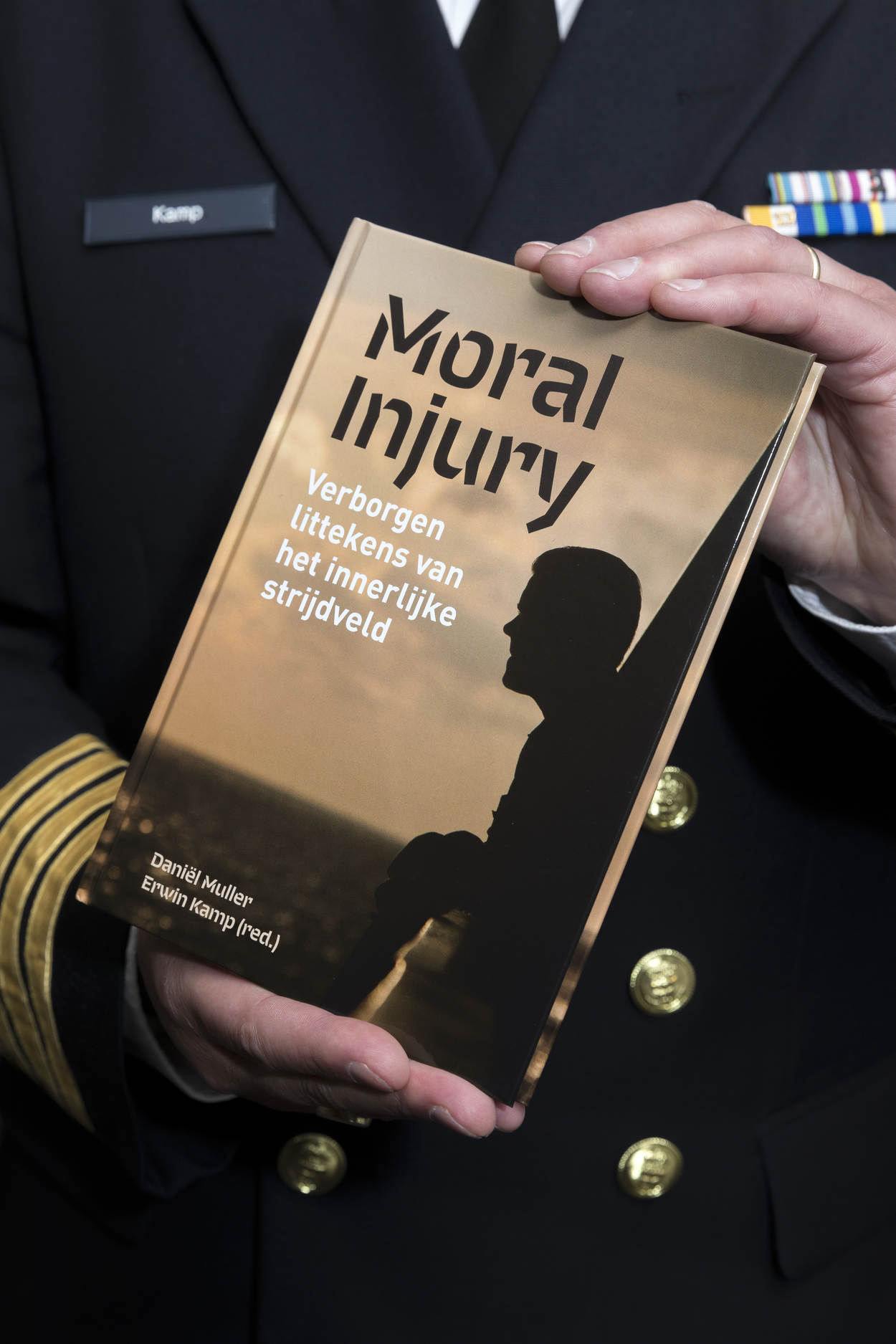
کتاب آسیب اخلاقی. این اصطلاح در اواخر دهه 1980 و اوایل دهه 1990 در ایالات متحده از تجربیات با کهنه سربازان ویتنام، در میان دیگران، سرچشمه گرفت.

آسیب اخلاقی (به انگلیسی: Moral injury)، آسیبی است به وجدان اخلاقی و ارزش‌های فرد که ناشی از عمل تجاوز اخلاقی درک‌شده از جانب خود یا دیگران است، که سبب ایجاد احساسات عمیق گناه یا شرم می‌شود - و در برخی موارد عمیقاً احساس خیانت و خشم نسبت به همکاران، فرماندهان، سازمان، سیاست یا جامعه به‌طور کلی - سرگردانی اخلاقی، و بیگانگی اجتماعی می‌شود.
آسیب اخلاقی اغلب در زمینه پرسنل نظامی مورد مطالعه قرار می‌گیرد. این اصطلاح همچنین در مورد کارکنان بهداشتی خط مقدم در طول همه‌گیری کووید-۱۹ به کار می‌رود که ناچار بودند با موقعیت‌های بسیار استرس‌آوری که در آن‌ها قادر به ارائه مراقبت در سطحی که مناسب می‌دانند، برای افراد درگیر در حوادث و افراد ناتوان بوده‌اند، مقابله کنند و دربارهٔ افرادی مورد تجاوز جنسی یا آزار قرار گرفته‌اند.